# Elyon (trò chơi điện tử)
Elyon (trước đây gọi là Ascent: Infinite Realm) là một trò chơi nhập vai trực tuyến nhiều người chơi được phát triển bởi Krafton và phát hành bởi Kakao Games. Trò chơi tập trung vào chiến đấu năng động giữa hai Vương quốc, Vulpin và Ontari, với người chơi sử dụng các kết hợp kĩ năng đa dạng trên cơ sở hệ thống không nhắm mục tiêu.